# Eric Harfvefeldt
Eric Harfvefeldt, född 25 februari 1785 i Attmars socken, Medelpad, död 18 januari 1834, var en svensk matematiker.
Harfvefeldt blev student vid Uppsala universitet 1807, filosofie magister 1815 och professor vid Högre artilleriläroverket på Marieberg 1818. Han utgav en Elementarcours i mathematiken (del I-III, ren matematik, del IV, mekanik, 1824; ny upplaga av del II, 1857). Tredje delen innehåller bland annat den första utförligare framställning på svenska av differential- och integralkalkylen. Han översatte Adrien-Marie Legendres "Geometriens elementer" (1825) samt "Plan och spherisk trigonometrie" (1826). Han invaldes 1824 som ledamot av Krigsvetenskapsakademien och 1829 som ledamot av  Vetenskapsakademien.